# Die dicke Vera
Die dicke Vera (Originaltitel: Larger Than Life) ist eine Filmkomödie aus dem Jahr 1996 mit Bill Murray in der Hauptrolle. Regie führte Howard Franklin, das Drehbuch schrieb Roy Blount junior.

## Handlung
Jack Corcoran aus New York City ist Motivationstrainer und Autor des Buches "Get over it" (deutsch: Komm darüber hinweg). Er verdient sein Geld vor allem damit, dass er auf Firmen-Veranstaltungen Reden hält. Von seiner Mutter hat er erfahren, dass sein Vater noch vor seiner Geburt gestorben sei, als er einen Menschen vor dem Ertrinken retten wollte. 
Am Tag seiner Verlobung erhält Jack das Telegramm eines Anwalts, der ihm mitteilt, dass er der Nachlassverwalter seines vor kurzem verstorbenen Vaters sei und Jack sich bei ihm wegen eines "ziemlich substanziellen Erbes" melden solle. Daraufhin gibt Jacks Mutter zu, dass Jacks Vater nicht, wie von ihr behauptet, vor 40 Jahren gestorben sei, sondern sie ihn verlassen hatte, da sie ihn für verantwortungslos hielt und nicht wollte, dass er einen schlechten Einfluss auf ihren Sohn ausübe.
Als Jack den Nachlassverwalter aufsucht, erfährt er, dass sein Vater Zirkus-Clown von Beruf war. Er erhält einen Koffer mit Clown-Utensilien. Zudem erwähnt der Anwalt, dass es noch um eine Summe in Höhe von 35.000 US-Dollar gehe; Jack müsse nur die Papiere unterzeichnen. Nach der Unterzeichnung erfährt er allerdings, dass es sich bei dieser Summe um Schulden handelt, die ihm der Anwalt aufgrund durch die "Erbmasse" verursachten Kosten für Unterhalt und entstandene Sachbeschädigungen berechnet. Die Erbmasse selber entpuppt sich als eine Elefantendame namens "Vera". Der Vater hatte sie nach Jacks Mutter so genannt. Aus einem letzten Brief des Vaters erfährt Jack, dass er einen gewissen "Blockhead" anrufen soll, falls er nicht mehr weiter wisse. Von seiner Mutter erfährt er, dass es sich dabei um Vernon Sawitzky handelt, der früher unter dem Künstlernamen "Human Blockhead" im Zirkus auftrat.
Jack will die Elefantendame so schnell wie möglich loswerden. Um die Schulden zu begleichen, versucht er Vera zu verkaufen. Die Tierpflegerin Mo bietet ihm 30.000 US-Dollar, wenn er den Elefanten rechtzeitig zum Flughafen nach San Diego in Kalifornien bringt, von wo aus eine Elefanten-Herde nach Sri Lanka geflogen werden soll.
Jack reist deshalb mit dem Elefanten quer durch die USA, zuerst im Zug, dann in LKWs. Er besucht in Kansas City Vernon und dessen am ganzen Körper tätowierte Frau Luluna. Beide kannten seinen Vater und sind gemeinsam mit ihm im Zirkus aufgetreten. Luluna war zeitweise sogar mit Jacks Vater verlobt. Vernon zeigt Jack, welche Kunststücke Vera machen kann. Ein Kunststück hat Vera allerdings nur mit Jacks Vater gemacht und sonst mit niemand anderem: Dabei hebt sie beide Vorderbeine in die Höhne und stellt sich nur auf ihre Hinterbeine. Vera sei der einzige Elefant auf der Welt gewesen, der nur auf den Hinterbeinen gehen könne.
Jack bekommt ein Angebot von der Dompteurin Terry Bonura aus Los Angeles, die 40.000 US-Dollar für Vera zahlen will. Mo kann ihr Angebot nicht erhöhen und meint, es wäre besser für Vera, wenn sie in Sri Lanka in Freiheit leben könne. Der Redner und der Elefant werden von dem überdrehten Lastwagenfahrer Tip Tucker mitgenommen, dem Jack zuvor telefonisch vortäuschte, sein Auftraggeber hätte seinen ursprünglichen Auftrag storniert. Als der Mann feststellt, dass er betrogen wurde, setzt er Jack und Vera unterwegs aus.
Um zu ihrem Ziel zu gelangen, durchquert Jack mit Vera auch eine Wüstengegend in New Mexico. In der Nacht beginnt es zu regnen, und beide werden von einem Ordnungshüter aufgegriffen, der sie zu einem von Hochwasser bedrohten Ort bringt. Die Dorfbewohner bemühen sich verzweifelt, ihre Kirche zu retten und stemmen sich gegen die Mauern, die dem Wasserdruck nicht standhalten wollen. Jack gelingt es, Vera dazu zu bringen, ihren besonderen Trick auszuführen: Sie stellt sich auf ihre beiden Hinterbeine und stemmt sich so gegen die Mauern. Dadurch rettet sie die Kirche vor dem Einstürzen. 
Für Vera, der Retterin der Kirche, soll im Dorf ein Denkmal des "Elefanten-Wunders" geschaffen werden; dazu müsste sie mehrere Tage Modell stehen. Jack hat aber dafür keine Zeit, da er Vera bei Terry abliefern will. Aus dem lokalen Museum des Dorfes wird Jack nun mit Cowboy-Kleidung ausgestattet, und mit der Hilfe von Freunden und Bekannten der Dorfbewohner finden Jack und Vera schließlich den Weg zu Terry. Diese entpuppt sich als eiskalte Geschäftsfrau, die nicht davor zurückschreckt, Tiere auch durch Elektroschocker gefügig zu machen. Durch sie erfährt Jack, dass Mos Etat für ihr Projekt inzwischen erschöpft ist und sie ihm die 30.000 US-Dollar nicht mehr zahlen könne. Dennoch macht sich Jack auf den Weg zu Mo, da er inzwischen der Meinung ist, dass es das Beste für Vera ist. Nach Überwindung einiger Hindernisse gelangt Vera schließlich noch in das Flugzeug nach Sri Lanka.
Kurz vor dem Abspann erfährt der Zuschauer in Textform die weitere Entwicklung der Geschichte: Jack und Mo sind nach Sri Lanka gereist um bei der Geburt von Veras erstem Baby dabei zu sein, wodurch beide zueinander gefunden haben. Sein Buch "Get over it" wurde nicht mehr neu aufgelegt, jedoch sein Reisebericht "On the road with Vera" (deutsch: Unterwegs mit Vera) ein Bestseller. Jacks ehemalige Verlobte heiratete seinen Agenten Walter, und Jacks Mutter organisiert das Leben der beiden.

## Hintergründe
- Der Film spielte in den Kinos der USA rund 8,3 Millionen US-Dollar ein. In Deutschland wurden rund 24.000 Kinozuschauer gezählt.[1]
- Im Film werden kurze Ausschnitte des Motivationstrainers Anthony Robbins gezeigt.
- Der Vorname von Jacks Vater wird im Film anfangs nicht erwähnt, man sieht jedoch kurz eingeblendet die Inschrift auf seinem Grabstein: "Kirby Corcoran, 1930 - 1996".
- Im Film gibt es eine Referenz zum Western Der Teufelshauptmann (Originaltitel: She Wore a Yellow Ribbon), zudem wird die bekannte Titelmelodie aus dem Western Die glorreichen Sieben gespielt.

## Kritiken
Roger Ebert bezeichnete die Komödie in der Chicago Sun-Times vom 1. November 1996 als enttäuschend. Er lobte den Filmanfang und die Darstellung von Bill Murray als Motivationstrainer. Ferner schrieb er, in Road Movies gebe es bunte Charaktere, zu den jene von Vernon und Luluna zählen würden, die Ebert als „helle Punkte im trüben Drehbuch“ lobte.
Das Lexikon des internationalen Films schrieb, „nach einer bitterbösen Satire auf dubiose Motivationsseminare folgen nur noch Zoten und altbackene Gags“. Der „wenig kindgerecht aufbereiteten Geschichte“ fehle vor allem „die Poesie einer sich zwischen Mensch und Tier entwickelnden Beziehung“. Die Komödie würde „weder einem jungen noch einem erwachsenen Publikum gerecht“.
Die Deutsche Film- und Medienbewertung FBW in Wiesbaden verlieh dem Film das Prädikat „wertvoll“.